# ミゾ語
ミゾ語（ミゾご、ミゾ語:Mizo ṭawng）は、クキ・チン諸語に属する言語である。インドのミゾラム州、ミャンマーのチン州、バングラデシュのチッタゴン丘陵地帯に居住するミゾ族によって話されている。

## 言語名別称
- ルシャイ語
- Duhlian Twang
- Dulien
- Hualngo
- Lukhai
- Lusago
- Lusai
- Lusei
- Lushai
- Lushei
- Sailau
- Whelngo

「ルシャイ (Lushai)」は外名であり、ミゾ人の上位階級を指すlû-séi (「長頭」) に由来する。「ミゾ」はミゾ人の自称であり、「高地の(zó)人(mî)」を意味する。

## 方言
- Tlau (lus-tla)
- Fannai (lus-fan)
- Ngente (lus-nge)
- Mizo (lus-miz)
- Ralte (lus-ral)
- Le (lus-lex)

## 発音（音韻論）

### 子音
音節の初頭に立ちうる子音は以下の通りである。
|              |        | 唇音    | 歯茎音      | 歯茎音     | 歯茎音 | 歯茎音   | 軟口蓋音 | 声門音 |
| ------------ | ------ | ------- | ----------- | ---------- | ------ | -------- | -------- | ------ |
| 破裂/ 破擦音 | 無気   | p [p]   | t [t]       | ṭ [ʈ]      | tl     | c [t͡ɕ]   | k [k]    | ʔ [ʔ]  |
| 破裂/ 破擦音 | 有気   | ph [pʰ] | th [tʰ]     | ṭh [ʈʰ]    | thl    | ch [t͡ɕʰ] | kh [kʰ]  |        |
| 破裂/ 破擦音 | 有声   | b [b]   | d [d]       |            |        |          |          |        |
| 摩擦音       | 無声   | f [f]   | s [s] ~ [ɕ] |            |        |          |          | h [h]  |
| 摩擦音       | 有声   | v [v]   | z [z]       |            |        |          |          |        |
| 共鳴音       | 無気音 | m [m]   | n [n]       | r          | l [l]  |          | ŋ [ŋ]    |        |
| 共鳴音       | 有気音 | hm [m̥]  | hn [n̥]      | hr [r̥ ~ ɹ̥] | hl [l̥] |          | hŋ [ŋ̊]   |        |

Chhangte (1986)は、/t/, /th/を歯音[t̪], [t̪ʰ]としているほか、/r/, /hr/をはじき音、/tl/, /thl/を破擦音として扱っている。 
音節の末尾に立つ単子音は、/p, t, k, s, ʔ, m, n, r, l/である。流音と声門閉鎖音の子音結合/lʔ, rʔ/も音節末に現れうる。

### 母音
単純母音は/a, e, i, o, u/の5種あり、それぞれ長短が区別される。/e/と/o/は音声上、[ɛ], [ɔ]として実現される。
|          | 前舌母音  | 中舌母音  | 後舌母音  |
| -------- | --------- | --------- | --------- |
| 狭母音   | /i/, /ii/ |           | /u/,/uu/  |
| 半広母音 | /e/, /ee/ |           | /o/, /oo/ |
| 広母音   |           | /a/, /aa/ |           |

二重母音には、/ai, ei, oi, ui, au, ou, iu, ua, ia/がある。また、三重母音として/iau/がある。

### 声調
ミゾ語は声調言語であり、各音節は高平型 á [55]、低平型 a [22]、高降型 â [51]、低降型 à [21]のいずれかのピッチを伴う。音節末尾に/p, t, k, ʔ/が来る場合は、高平型と低平型のみが区別される。

## 表記
ミゾ語は19世紀にイギリス人宣教師のジェームズ・ロレイン (en:James Herbert Lorrain) とフレデリック・サーヴィッジ (en:Frederick William Savidge) が創案した、ラテン文字による正書法を持つ。この正書法は、両名が1898年に出版した「ルシャイ語」の辞書で使用されたものである。藪司郎による音韻転写との相違点として、単純母音/o/をaw、二重母音/ou/をo、/oi/をawi、三重母音/iau/をiaoと綴る点が挙げられる。
ロレインとサーヴィッジによる正書法において、音節初頭の/ʔ/は表記されない一方、音節末の/ʔ/はhと書く。長母音は母音字にサーカムフレックス (^) を付けて表す。なお、この表記体系では、声調の区別が無視されている。
以下の文は、ミゾ語の正書法を、藪の音韻転写と対照したものである。
なお、ミゾラム州の2011年における識字率は91.58パーセントであり、インド全土の平均値74.04を大きく上回っている

## 文法

### 語順とアラインメント
基本語順はSOV型である。アラインメントは能格・絶対格型で、他動詞の主語には能格標識-ʔìnが付く。一方、自動詞の主語や他動詞の目的語には何も付かない (すなわち、絶対格標識はゼロである)。
ただし、動詞の人称と数は、自動詞・他動詞の別にかかわらず、主語と一致する。上の例文では、主語のlál-hô「首長たち」が、三人称複数を表す動詞接頭辞のʔan-と呼応している。

### 人称接辞と人称代名詞
主語の人称と数は、以下の動詞接頭辞により標示される。
|        | 単数 | 複数 |
| ------ | ---- | ---- |
| 一人称 | ká-  | kan- |
| 二人称 | ʔí-  | ʔìn- |
| 三人称 | ʔâ-  | ʔan- |

これらの接頭辞は名詞に付くと所有者を表す。次の例文では、名詞ṭhiàn-té「仲間たち」の所有者が一人称単数のká-、動詞dám「良い」の主語が三人称複数のʔan-で示されている。
目的語が一人称ないし二人称の場合、以下の形式が動詞に付く。
|        | 単数      | 複数   |
| ------ | --------- | ------ |
| 一人称 | mí-, min- | min-   |
| 二人称 | -cé       | -cé ʔú |
| 三人称 | ∅         | ∅      |

二人称の目的語を表す形式は、他と異なり、動詞 (助動詞が付く場合、助動詞) の後に現れる。
三人称の主語を表すʔâ-と、一人称の目的語を表すmí-は共起せず、以下の文では後者のみが使用されている。
なお、人称代名詞の独立形は次の通りである。
|        | 単数        | 複数            |
| ------ | ----------- | --------------- |
| 一人称 | kei, keimaʔ | keinî, keimaʔnî |
| 二人称 | naŋ, naŋmaʔ | naŋnî, naŋmaʔnî |
| 三人称 | ʔâmaʔ, ʔânî | ʔânmaʔnî, ʔânnî |

独立形は、動詞を伴わずに単独で用いられる形式である。文中で用いることで「人称」を強調できる。

### 指示詞
ミゾ語の指示詞は、話者と指示対象の位置関係に応じて、近称・中称・遠称に区別される。遠称の指示詞には「同一平面上にあるもの」「上方にあるもの」「下方にあるもの」の3種がある。
|        | 単数                 |
| ------ | -------------------- |
| 近称   | hei...hî, he...hî    |
| 中称   | khâ...khá, chû...chú |
| 平遠称 | sô...só              |
| 上遠称 | khî...khí            |
| 下遠称 | khû...khú            |

指示詞を名詞に添えて用いる場合、名詞は...の位置に現れる。
指示詞の複数形は、heŋhî「これら」のように、名詞の前に来る部分にŋを付すことで形成される。

### 数詞
ミゾ語における一から十までの数詞は以下の通りである。
| 1  | pà-khat  |
| 2  | pà-hniʔ  |
| 3  | pà-thúm  |
| 4  | pà-lí    |
| 5  | pà-ŋá    |
| 6  | pà-ruk   |
| 7  | pà-sariʔ |
| 8  | pà-riat  |
| 9  | pà-kua   |
| 10 | sòom     |

なお、「十一」は、sòom-leʔ pà-khat (接尾辞-leʔは並列を表す)、「二十」は、sòom-hniʔのようになる。

### 名詞句
名詞とそれを修飾する要素の位置関係は、次のように模式化できる。
- 指示詞　属格人称接辞-名詞-動詞-数詞-複数接尾辞-指示詞の補助部分
- heŋ ká-ʔin-liàn-pà thúm(-té)-hî 「これら私の大きな三件の家」

複数接尾辞の-téは「〜など」という意味で用いることも可能である。
- ʔin-té「複数の家」「家など」[17]
- ká-nûu-té ká-pâa-té「私の母とか父とか」[20]。

動詞が修飾語として、名詞の後に直接付く場合、主語人称接辞は付かない。
- mî-ṭhà 「善人」(人-良い)[17]
- khâ mî-khá ʔâ-ṭhà-ʔê. 「その人は良い」(それ 人-それ 3SG-良い-文末助詞)[17]

名詞句の後には、さらに格の標識が現れる。能格標識の-ʔìnは、道具を表す場合にも用いられる。
場所を表す-ʔaʔ (異形態-ʔà)は、与格、向格、処格、奪格に相当する幅広い機能を持つ。

### 動詞句
動詞の後ろには、時制やアスペクト、ムード等を表す様々な形式が現れる。
- -tooʔ: 過去/完結
- -dóon: 近接未来
- -méek: 進行
- -tâ: 始動
- -thèi: 可能
- -duʔ: 願望
- -ʔaŋ: 「もっともらしい出来事や状態」[22]

法助詞の-ʔaŋや、疑問を表す-ʔemは、否定標識の-lòの後に現れる。
命令は-rooʔ、否定の命令は-suʔをつけて表す。
- kál-suʔ 「行くな。」

動作の様態を表す副詞は、動詞の前と後のいずれにも付く。
時間や場所を表す要素は、動詞の前に現れる。

### 方向接辞
ミゾ語ではしばしば、動作の行われる位置や方向を示す接辞が動詞の直前に出現する。そうした方向接辞には次のようなものがある。
- vá: 話し手から向けられる動作
- ròn: 聞き手に向かう動作 (疑問文)、話し手に向かう動作 (それ以外)
- lo: 話し手に向かう動作
- hàn: 話し手の上方に向かう動作
- zuk: 話し手の下方に向かう動作

方向助詞は指示詞と意味上の一致を見せる。以下の文では、上に向かう動作を表す方向助詞hànが、上遠称の指示詞khî...khíと共起している。
状態動詞（e.g. ṭhà「良い」）に方向助詞が付くと、程度が甚だしかったり、予想を超えたりしていることを表す。

## 辞書
英語:
- Lorrain, J. Herbert; Savidge, Fred. W. (1898). A Grammar and Dictionary of the Lushai Language (Dulien Dialect). Shillong: Assam Secretariat Printing Office